# Robb Holland

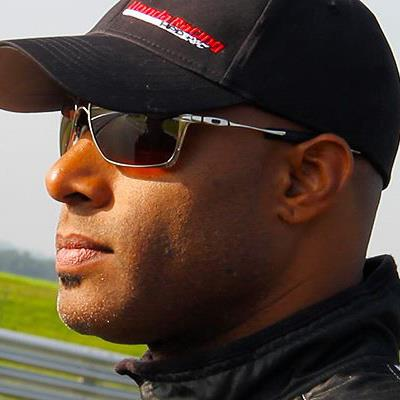
Robb Holland

Robb Holland (* 18. November 1967 in Denver, Colorado) ist ein US-amerikanischer Autorennfahrer.

## Karriere
Holland begann seine Motorsportkarriere 2006 im Tourenwagensport in der SCCA World Challenge. Dort erreichte er den elften Platz in der Tourenwagen-Wertung. 2007 und 2008 startete er in der SCCA World Challenge teilweise im Tourenwagen, teilweise im GT-Fahrzeug. Nach einer einjährigen Pause kehrte Holland 2010 in die SCCA World Challenge zurück. Mit einem zweiten Platz als bestes Ergebnis wurde Holland, der nicht zu jedem Rennen antrat, Vierter der Tourenwagenwertung. 2011 gewann Holland bei einem Rennen in der Tourenwagenklasse und verbesserte sich in der Wertung auf den dritten Platz. Er absolvierte die gesamte Saison.
2012 bestritt Holland nur einzelne Rennen in der SCCA World Challenge. Darüber hinaus trat Holland erstmals in Europa an. Für das Team HARD nahm er an zwei Veranstaltungen der British Touring Car Championship (BTCC) teil. Anschließend kam Holland zu seinem Debüt in der Tourenwagen-Weltmeisterschaft (WTCC). Da Pasquale Di Sabatino bei bamboo-engineering kurzfristig ausfiel, erhielt Holland dessen Cockpit für das US-amerikanische WTCC-Rennen.

## Karrierestationen
| - 2006: SCCA World Challenge, TC (Platz 11) - 2007: SCCA World Challenge, TC (Platz 24) - 2007: SCCA World Challenge, GT (Platz 31) - 2008: SCCA World Challenge, TC (Platz 25) | - 2008: SCCA World Challenge, GT (Platz 33) - 2010: SCCA World Challenge, TC (Platz 4) - 2011: SCCA World Challenge, TC (Platz 3) - 2012: SCCA World Challenge, TC (Platz 10) | - 2012: BTCC - 2012: WTCC |